# Xaverov

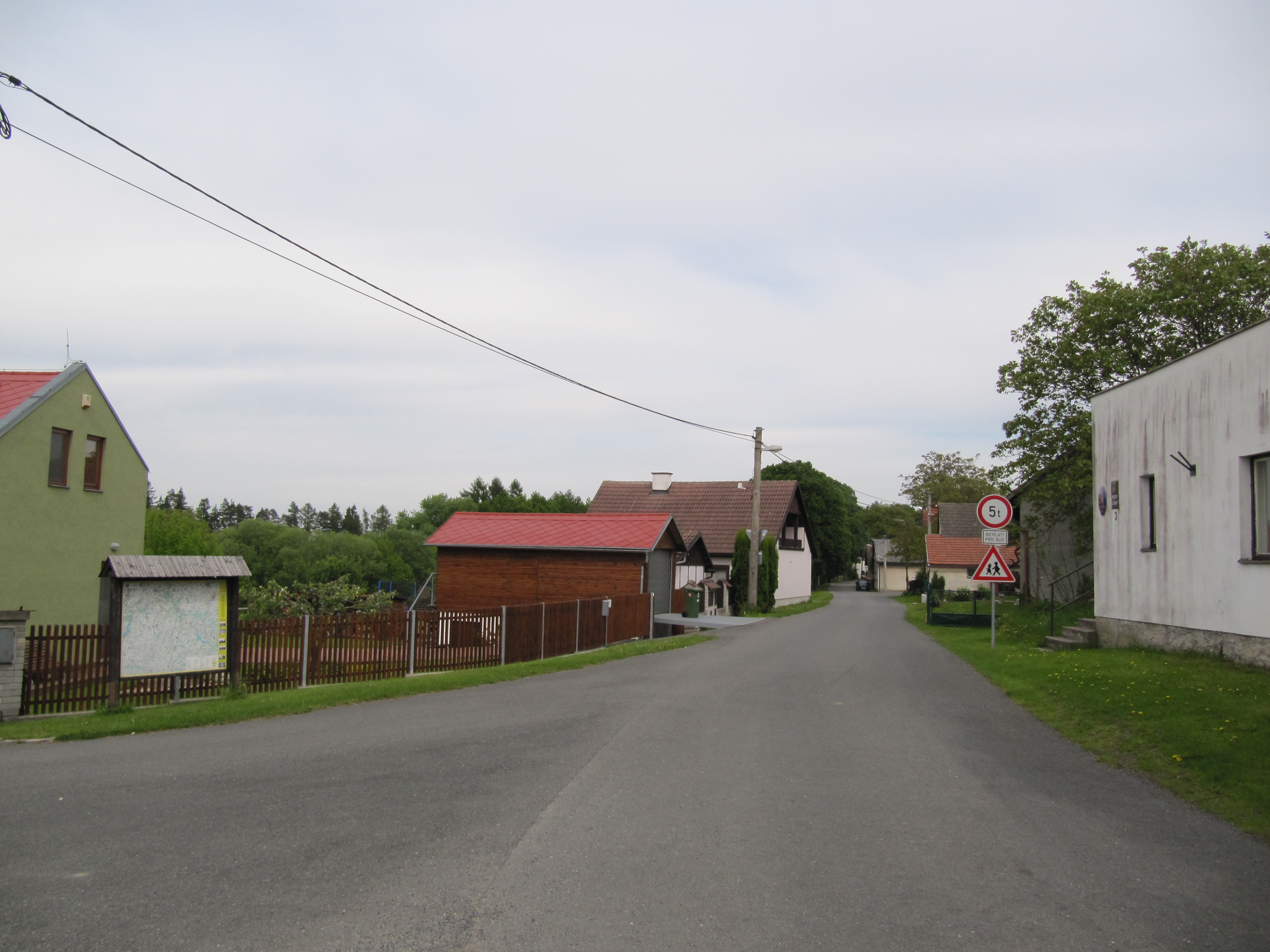
Xaverov

Xaverov (deutsch Xaverhof) ist eine Gemeinde mit 59 Einwohnern (1. Januar 2017) in Tschechien. Sie liegt in Mittelböhmen vier Kilometer südwestlich der Stadt Sázava und eine Fläche von 217 ha. Der Ort gehört dem Okres Benešov an.
Wenige Kilometer westlich des Ortes verläuft die Dálnice 1, die hier gleichzeitig die Europastraße 50 und Europastraße 65 darstellt. Xaverov liegt im 460 m ü. M. auf einer Hochfläche linksseitig des mäanderreichen Tals der Sázava.
Das Dorf wurde 1788 auf dem Fluren von Choratice gegründet und war bis in die 2. Hälfte des 20. Jahrhunderts dessen Ortsteil.